# هاميش ميلر
هاميش ميلر (26 يونيو 1941 - 24 أبريل 1997) (بالإنجليزية: Hamish Miller)‏ هو لاعب كريكت جنوب أفريقي. شارك مع منتخب جنوب أفريقيا الوطني للكريكت.